# Loma (Montana)
Loma – jednostka osadnicza w Stanach Zjednoczonych, w stanie Montana, w hrabstwie Chouteau.